# Texas Bowl 2018
Match précédent Match suivant
Le Texas Bowl 2018 est un match de football américain de niveau universitaire joué après la saison régulière de 2018, le 27 décembre 2018 au NRG Stadium de Houston dans l'État du Texas aux États-Unis. 
Il s'agit de la 13e édition du Texas Bowl.
Le match met en présence l'équipe des Bears de Baylor issue de la Big 12 Conference et l'équipe des Commodores de Vanderbilt issue de la Southeastern Conference.
Il débute à 20 heures, heure locale et est retransmis à la télévision par ESPN.
Sponsorisé par la société Academy Sports + Outdoors (en), le match est officiellement dénommé l'Academy Sports + Outdoors Texas Bowl 2018. 
Baylor gagne le match sur le score de 45 à 38.

## Présentation du match
| Équipes                                                                                             | Conférences | Entraîneurs      | Stats. saison rég. | Classements avant le bowl CFP-AP-Coaches |
| --------------------------------------------------------------------------------------------------- | ----------- | ---------------- | ------------------ | ---------------------------------------- |
| Bears de Baylor                                                                                     | B12         | Matt Rhule (en)  | 6 - 6              | NC                                       |
| Commodores de Vanderbilt                                                                            | SEC         | Derek Mason (en) | 6 - 6              | NC                                       |
| Arbitre : Gary Patterson (ACC) Équipe donnée favorite par les bookmakers : Vanderbilt par 3½ points |             |                  |                    |                                          |

Il s'agit de la 3e première rencontre entre ces deux équipes, Baylor ayant remporté les deux premiers matchs :
| Saison | Date              | À domicile | Score   | En déplacement | Compétition      |
| ------ | ----------------- | ---------- | ------- | -------------- | ---------------- |
| 1954   | 25 septembre 1954 | Baylor     | 25 - 19 | Vanderbilt     | Saison régulière |
| 1953   | 17 octobre 1953   | Vanderbilt | 60 - 47 | Baylor         | Saison régulière |

### Bears de Baylor
Avec un bilan global en saison régulière de 6 victoires et 6 défaites (4-5 en matchs de conférence), Baylor est éligible et le 2 décembre, accepte l'invitation pour participer au Texas Bowl de 2018.
Ils terminent 6e de la Big 12 Conference derrière no 4 Oklahoma, no 9 Texas, Iowa State, no 20 West Virginia et TCU.
À l'issue de la saison 2018, ils n'apparaissent pas dans les classements CFP, AP et Coaches.
Il s'agit de leur 2e participation au Texas Bowl :
| Dates            | Saisons | Adversaires                         | Scores  | Victoires - Défaites |
| ---------------- | ------- | ----------------------------------- | ------- | -------------------- |
| 29 décembre 2010 | 2010    | Fighting Illini de l'Illinois (7-6) | 38 - 14 | D : 0 - 1            |

| Postes      | Joueurs        | Statistiques                                                      |
| ----------- | -------------- | ----------------------------------------------------------------- |
| Quarterback | Charlie Brewer | 219/356 passes réussies pour 2 635 yards, 17 TDs, 8 interceptions |
| Coureur     | John Lovett    | 100 courses pour 546 yards nets gagnés et 5 TDs                   |
| Receveur    | Jalen Hurd     | 69 réceptions pour 946 yards et 4? TDs                            |

### Commodores de Vanderbilt
Avec un bilan global en saison régulière de 6 victoires et 6 défaites (3-5 en matchs de conférence), Vanderbilt est éligible et accepte le 2 décembre, l'invitation pour participer au Texas Bowl de 2018.
Ils terminent 6e de la East Division de la Southeastern Conference derrière no 7 Georgia et no 12 Kentucky, no 7 Florida, South Florida et Missouri.
À l'issue de la saison 2018, ils n'apparaissent pas dans les classements CFP, AP et Coaches.
Il s'agit de leur première apparition au Texas Bowl.
| Postes      | Joueurs          | Statistiques                                                      |
| ----------- | ---------------- | ----------------------------------------------------------------- |
| Quarterback | Kyle Shurmur     | 236/369 passes réussies pour 2 844 yards, 23 TDs, 6 interceptions |
| Coureur     | Ke’Shawn. Vaughn | 144 courses pour 1 001 yards nets gagnés et 10 TDs                |
| Receveur    | Kalija Lipscomb  | 81 réceptions pour 886 yards et 9 TDs                             |

## Résumé du match
Résumé et photo sur la page du site francophone The Blue Pennant(mettre référence de la page).
Début du match à 20 h, fin à 23 h 47 pour une durée totale de jeu de 3 h 47 min, dans un stade fermé.
| QT            | Temps         | Drive         | Drive         | Drive         | Équipe        | Description de l'action | Score | Score |
| ------------- | ------------- | ------------- | ------------- | ------------- | ------------- | --- | ----- | ----- |
| QT            | Temps         | Jeux          | Yards         | TDP           | Équipe        | Description de l'action | BAY   | VAN   |
| 1             | 14 min 4 s    | 3             | 65            | 56 s          | VAN           | YD de 65 yards par RB Khari Blasingame à la suite d'une passe de QB Kyle Shurmur + 1 point de conversion par K Ryley Guay              | 0     | 7     |
| 1             | 9 min 16 s    | 12            | 69            | 4 min 48 s    | BAY           | FG de 23 yards par K Martin Connor | 3     | 7     |
| 1             | 2 min 19 s    | 9             | 73            | 4 min 35 s    | BAY           | TD à la suite d'une course de 12 yards par RB Lovett John + 1 point de conversion par K Martin Connor                                  | 10    | 7     |
| 1             | 23 s          | 4             | 81            | 1 min 56 s    | VAN           | TD à la suite d'une course de 68 yards par RB Ke'Shawn Vaughn + 1 point de conversion par K Ryley Guay                                 | 10    | 14    |
| 2             | 11 min 33 s   | 8             | 75            | 3 min 50 s    | BAY           | TD à la suite d'une course de 18 yards par RB Hasty JaMycal + 1 point de conversion par K Martin Connor                                |       |       |
| 2             | 9 min 57 s    | 3             | 81            | 1 min 36 s    | VAN           | TD à la suite d'une course de 69 yards par RB Ke'Shawn Vaughn + 1 point de conversion par K Ryley Guay                                 |       |       |
| 3             | 12 min 54 s   | 6             | 75            | 2 min 6 s     | BAY           | TD à la suite d'une course de 34 yards par RB Ebner Trestan + 1 point de conversion par K Martin Connor                                |       |       |
| 3             | 4 min 51 s    | 10            | 88            | 3 min 42 s    | BAY           | TD à la suite d'une course de 1 yard par QB Brewer Charlie + 1 point de conversion par K Mayers John                                   |       |       |
| 3             | 16 s          | 3             | 54            | 1 min 24 s    | VAN           | TD à la suite d'une course de 2 yards par RB Khari Blasingame + 1 point de conversion par K Ryley Guay                                 |       |       |
| 4             | 9 min 31 s    | 3             | 80            | 1 min         | VAN           | TD à la suite d'une course de 1 yard par RB Khari Blasingame + 1 point de conversion par K Ryley Guay                                  |       |       |
| 4             | 9 min 19 s    | 1             | 75            | 12 s          | BAY           | TD de 75 yards par RB Ebner Trestan à la suite d'une réception de passe de QB Brewer Charlie + 1 point de conversion par K Mayers John |       |       |
| 4             | 3 min 30 s    | 13            | 59            | 5 min 49 s    | VAN           | FG de 33 yards par K Ryley Guay |       |       |
| 4             | 1 min 50 s    | 4             | 75            | 1 min 40 s    | BAY           | TD de 52 yards par WR Jones Marques à la suite d'une réception de passe de QB Brewer Charlie + 1 point de conversion par K Mayers John |       |       |
| Score final : | Score final : | Score final : | Score final : | Score final : | Score final : | Score final : | 45    | 38    |

## Statistiques
| Nom            | Équipe | Poste |
| -------------- | ------ | ----- |
| Charlie Brewer | Baylor | QB    |

| Statistiques                           | BAY                                                   | VAN                                                  |
| -------------------------------------- | ----------------------------------------------------- | ---------------------------------------------------- |
| 1er down                               | 30                                                    | 22                                                   |
| 1er down à la course                   | 19                                                    | 11                                                   |
| 1er down à la passe                    | 11                                                    | 9                                                    |
| 1er down suite pénalité                | 0                                                     | 2                                                    |
| Conversion de 3e down                  | 6/15                                                  | 7/13                                                 |
| Conversion de 4e down                  | 5/5                                                   | 1/2                                                  |
| Jeux–yards                             | 81 jeux pour 668 yards                                | 62 jeux pour 573 yards                               |
| Yards à la course                      | 46 courses pour 284 yards moyenne de 6,2 yards/course | 24 courses pour 287 yards moyenne de 12 yards/course |
| Yards à la passe                       | 384                                                   | 286                                                  |
| Passes : Réussies-Tentées-Interceptées | 21/35 passes complétées, 1 interception               | 18/38 passes complétées, 0 interception              |
| Réussite en zone rouge/chances         | 4/6                                                   | 3/3                                                  |
| TD                                     | 6                                                     | 5                                                    |
| Field Goals                            | 1/2                                                   | 1/2                                                  |
| Sacks (Nombre-Yards)                   | 1 pour 3 yards adverses perdus                        | 2 pour 6 yards adverses perdus                       |
| Fumbles (Nombre/Perdus)                | 0/0                                                   | 1/1                                                  |
| Pénalités (Nombre/Yards perdus)        | 7 pour 50 yards perdus                                | 4 pour 26 yards perdus                               |
| Temps de possession                    | 35:26                                                 | 24:34                                                |

| Quarterbacks        |                   |                                                                            |
| BAY                 | Charlie Brewer    | 21/34passes complétées, 384 yards, 2 TDS, 1 interception, 2 sack subi      |
| VAN                 | Kyle Shurmur (en) | 18/37 passes complétées, 286 yards, 0 interception, 1 TD, 1 sack subi      |
| Meilleurs coureurs  |                   |                                                                            |
| BAY                 | Charlie Brewer    | 16 courses pour 109 yards nets gagnés, 1 TD, moyenne de 6,8 yards/course   |
| VAN                 | Ke'Shawn Vaughn   | 13 courses pour 243 yards nets gagnés, 2 TDs, moyenne de 18,7 yards/course |
| Meilleurs receveurs |                   |                                                                            |
| BAY                 | Trestan Ebner     | 3 réceptions pour 109 yards gagnés, 1 TD                                   |
| VAN                 | Khari Blasingame  | 3 réceptions pour 85 yards gagnés, 1 TD                                    |
| Meilleurs tacklers  |                   |                                                                            |
| BAY                 | Miller Chris      | 6 tacles en solo,                                                          |
| VAN                 | Jordan Griffin    | 9 tacles dont 7 en solo, 1 tacle pour perte                                |